# تونستد، نورفک
تونستد (به انگلیسی: Tunstead) یک روستا و محله مدنی در بریتانیا است که در North Norfolk واقع شده‌است. تونستد ۱۱٫۳۲ کیلومتر مربع مساحت و ۷۴۴ نفر جمعیت دارد.